# Stordal

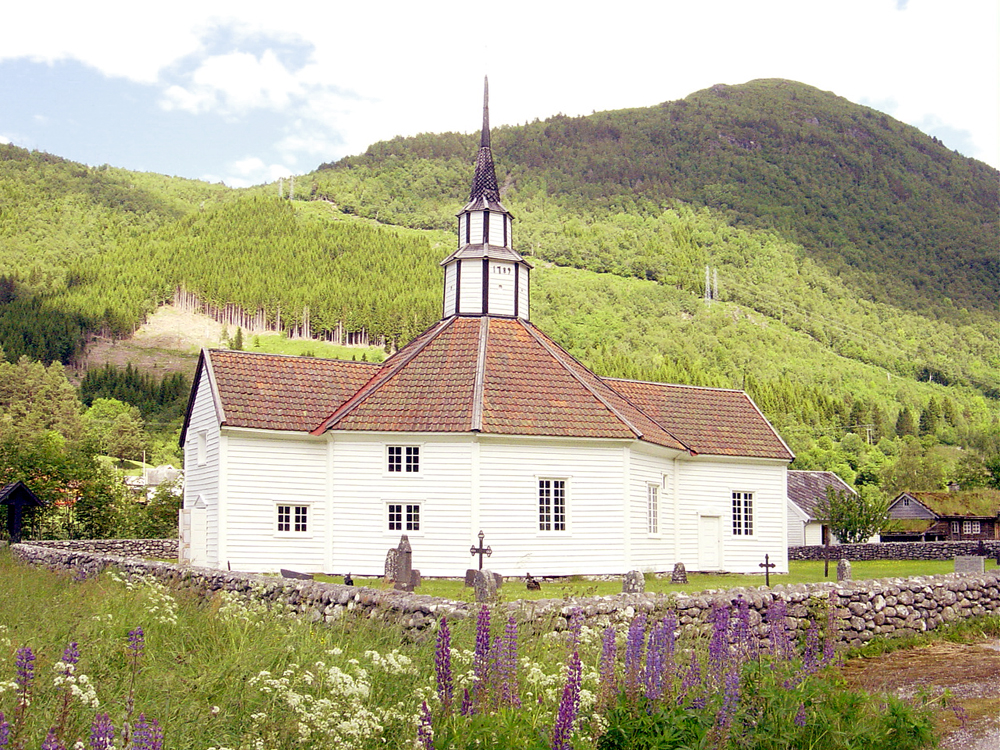
Vieille église de Stordal

Stordal est une ancienne kommune norvégienne dans le comté de Møre og Romsdal et le landskap de Sunnmøre.
Elle est située à cheval sur le Storfjord, principalement sur la rive est.
Son économie repose principalement sur l'agriculture (élevage) et le bois.

## Histoire
Stordal est devenue une kommune le 1er janvier 1892 lorsqu'elle a été séparée de celle de Stranda. Le 1er janvier 1965, elle a été fusionnée avec celles d'Ørskog et de Skodje, mais les trois kommunes se sont séparées le 1er janvier 1977.